# 꿈꾸는 나비
"꿈꾸는 나비"는 2016년에 개봉한 대한민국의 영화이다.

## 캐스팅
- 김재록 : 태규 역
- 강하리 : 현주 역
- 성용원 : 사내 역
- 진건 : 도인 역
- 신승환 : 행인 역
- 박병진 : 남자대학생 역
- 이보련 : 여자대학생 역